# انقلاب 2012 في مالي
حدث تمرد عسكري في مالي في 21 مارس 2012، حيث سيطرت مجموعة من العسكريين الماليين على السلطة، بعد استيلائها على القصر الرئاسي في العاصمة باماكو. الانقلاب جاء بعد عدم استجابة الحكومة لمطالب الجيش، الذي يطلب بتسليح رفاقهم الذين يعانون هزائم متكررة في شمال البلاد، في حربهم ضد الطوارق وأنشطة مجموعات إسلامية مسلحة ورجال مدججون بالسلاح قاتلوا لحساب نظام معمر القذافي.

## خلفية
الرئيس حامادو توماني توري هو قائد سابق في سلاح المظلات اطاح بنظام حكم دكتاتوري من خلال انقلاب سنة 1991، وتخلى عن السلطة في العام التالي قبل أن يعود إلى السلطة عبر صناديق الانتخابات سنة 2002، وكان يعتزم التنحي عن السلطة بعد الانتخابات التي ستجرى في أبريل 2012.
احتدمت مشاعر الغضب في صفوف الجيش المالي من أسلوب معالجة الحكومة للتمرد الذي يقوده الطوارق والذي أودى بحياة عشرات من الناس وأجبر نحو 200 ألف من المدنيين على ترك ديارهم وكشف عن ضعف سيطرة باماكو على النصف الشمالي للبلاد. ومماطلتها في إحباط التمرد الذي تقوده قبائل الطوارق في شمال البلاد.
طالب الجنود قبل محاولة الانقلاب باسابيع الحكومة بتحسين تسليحهم لقتال المتمردين الذين يدعمهم مقاتلون كانوا قد شاركوا في المعارك التي دارت في الحرب الأهلية الليبية سنة 2011.
حيث عرفت البلاد منذ 17 يناير 2012 احتدام الهجمات على معسكرات الجيش المالي في شمال البلاد شنها مقاتلين من الحركة الوطنية لتحرير أزواد.

## تسلسل الأحداث

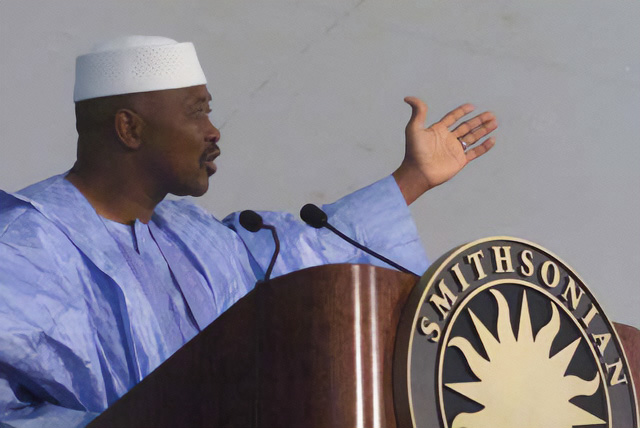
رئيس : احمد توماني توري يلقي خطابا بخصوص الانقلاب

### 21 مارس
مساء يوم الأربعاء 21 مارس 2012 عمل وزير الدفاع ساديو غاساما جاهداً على احتواء أجواء الاحتقان خلال زيارة للقاعدة العسكرية قبل أن يفشل وتخرج الأمور عن السيطرة ويحتدم الوضع. وفي أثناء زيارته القاعدة العسكرية بالقرب من القصر الرئاسي، بدأ جنود يافعون وممتعضون بإطلاق النار في الهواء، ثم ألقوا الحجارة على سيارته، مجبرين إيّاه على مغادرة المخيم على عجل.

### 22 مارس
اقتحم عسكريون من الجيش المالي مباني اتحاد الإذاعة والتلفزيون في مدينة باماكو يوم 22 مارس، وطوّق آخرون القصر الرئاسي وقاموا بمحاصرة الرئيس أمادو توماني وعائلته، واعتقلوا عددا من الوزراء.
كان التلفزيون الحكومي على مدى ساعات يعرض تسجيلات للرقص والموسيقى الشعبية، قبل أن تظهر على الشاشة مجموعة من العسكريين، وتكلم متحدث باسم المتمردين وأعلن عن إنهاء حكم الرئيس أمادو توماني توري وأكد على نية الجنود تسليم السلطة إلى حكومة منتخبة. كما أعلن عن قرار حل جميع المؤسسات الحكومية وتعليق تنفيذ دستور البلاد، وتعيين النقيب أمادو سانوغو لتولي رئاسة هيئة جديدة أطلق عليها اسم «اللجنة الوطنية لاستعادة الديمقراطية وإعمار الدولة». فرض العسكريون المتمردون حظر تجوال، معلنين أنه سوف يستمر حتى إشعار آخر.
استطاع حامادو توماني توري رئيس مالي سابقاً التحصن بأحد معسكرات التابع للجيش في حراسة قوات موالية ذاكرا بأن ما حدث لا يعتبر انقلابا عسكريا ضد نظام الحكم في مالي وإنما هو مجرد تمرد وعصيان من قبل بعض الجنود 

### 23 مارس
اعتقل المتمردون يوم الجمعة 23 مارس ثلاثة من أعضاء الحكومة المالية السابقة وهم رئيس الوزراء سيسي مريم كايداما سيديبي ووزير الخارجية سوميلو بوباي مايغا ووزير الإدارة الإقليمية كافوغونا كونيه ويعتقد أنهم محتجزون في معسكر للجيش قرب العاصمة المالية باماكو
بالرغم من دعوة أمادو سانوغو لوقف النهب واحترام الممتلكات الخاصة فقد حدثت أعمال نهب وسلب في باماكو عاصمة مالي خلال يوم 23 مارس من قبل بعض الجنود وطالت أعمال النهب محطات الوقود والمتاجر والسيارات الخاصة بالسكان مما سبب نقصاً في السلع وتضاعف أسعار الوقود إلى أكثر من 1300 فرنك أفريقي مايقرب 2.60 دولار للتر الواحد مع اغلاق بعض المتاجر ومحطات البنزين والشركات أبوابها 

### 24 مارس
سرت شائعات بين اوساط الناس في مالي بأن انقلاب لموالي الرئيس السابق حامادو توماني توري سيعيد الأوضاع إلى ما كانت عليه وإن رئيس اللجنة الوطنية لاستعادة الديمقراطية وإعمار الدولة النقيب أمادو سانوغو قد قتل إلا إن التلفزيون المالي قد نفى هذه الشائعات وظهر بيان للمنقلبين مطمئناً الشعب المالي على إن كل شيء على مايرام وداعيا اياهم لممارسة حياتهم اليومية كالمعتاد  كما وظهر أمادو سانوغو على التلفزيون المالي صباح يوم السبت 24 مارس قائلاً مساء الخير شعب مالي.. مساء الخير رفاق السلاح.. مساء الخير ايها المواطنون انا الكابتن سانوجو وانا في صحة جيدة وبخير 

### 26 مارس
احتج آلاف الماليين في العاصمة باماكو منددين بسلطة الانقلاب ومطالبين بعودة النظام الديمقراطي إلى البلاد وسط تهديدات من قبل المجلس العسكري بضبط الأعصاب من قبل المواطنين وعدم المشاركة في التظاهر يوم الاثنين 26 مارس الذي يصادف الذكرى ال21 للانقلاب الذي قام به حامادو توماني توري

## توغل الطوارق
أكد أمادو سانوغو خلال مقابلة بثتها اذاعة ار.اف.أي يوم 23 مارس بأنه مستعد للتفاوض مع المتمردين لكن هدفه هو الحفاظ على وحدة أراضي البلاد قائلاً ان المفاوضات هي ما أريده لانني أريد مالي موحدة يمكن ان ينعم فيها الجميع بالرخاء.
وأعلن متمردي الطوارق في 23 مارس سيطرتهم على أنفيس التي تقع على الطريق السريع بين جاو وكيدال في شمال مالي مستغلين خلو المدينة من القوات الحكومية وانشغالها بالاضطرابات الحاصلة في باماكو وبينت مصادر أخبارية بان مقاتلي الطوارق زحفوا صوب الجنوب لاحتلال المواقع التي جلت عنها القوات الحكومية 
ثم أعلنوا مساء يوم السبت 24 مارس عن قرب إعلانهم السيطرة الكاملة على كيدال إحدى مدن شمال شرق مالي  فيما أعلن المجلس العسكري ورئيسه أمادو سانوغو ان الجنود تمكنوا من ايقاف الطوارق ومنعهم من السيطرة

## ردود الفعل الدولية
- - أعلن جون بينج رئيس مفوضية الاتحاد الأفريقي في 23 مارس أن الاتحاد جمد عضوية مالي فيه على إثر الانقلاب.[11]
- - أدانت الجزائر الانقلاب العسكري الذي أطاح بنظام الرئيس المالي حامادو توماني توري معتبرة استخدام القوة والعنف مخالفة واضحة للدستور.[17]
- - دعت فرنسا إلى احترام النظام الدستوري ونددت باللجوء إلى العنف واجراء الانتخابات في اسرع وقت ممكن.[18]
- - دعت الولايات المتحدة الأمريكية إلى تجاوز الضغوط عن طريق الحوار وليس من خلال العنف وتطالب بالعودة الفورية للنظام الدستوري المالي.
- - أدان الرئيس النيجيري غودلاك جوناثان الانقلاب الذي قام به مجموعة من ضباط الجيش في مالي مؤكد ان بلاده لن تعترف بحكومة غير دستورية [19]
- - أدان الاتحاد الأوروبي الانقلاب العسكري المالي وطالب بعودة السلطة الدستورية في اقرب وقت ممكن.
- - أدانت الخارجية الألمانية الانقلاب العسكري في مالي ووصفته بأنه غير دستوري ودعت جميع الأطراف إلى الامتناع عن المزيد من العنف والعودة للنظام الدستوري في مالي
- - أدانت موريتانيا الأحداث التي وقعت في مالي داعيتاً كافة القوى في مالي إلى تضافر الجهود ووحدة الصف من أجل تجاوز المحنة والعمل على استرجاع النظام الدستوري والسلم الاجتماعي والوئام الوطني [20]
- - رفضت وزارة الخارجية المغربية الاستيلاء على السلطة بالقوة في مالي.[21]